# Arzachena
Arzachena település Olaszországban, Szardínia régióban, Olbia-Tempio megyében. Lakosainak száma 13 362 fő (2023. január 1.). Arzachena Luras, Palau, Tempio Pausania, Luogosanto, Olbia és Sant’Antonio di Gallura községekkel határos.

## Népesség
A település népessége az elmúlt években az alábbi módon változott:
| Lakosok száma | 13 639 | 13 756 | 13 362 |
|               | 2017   | 2018   | 2023   |